# Patyolat akció
A Patyolat akció 1965-ben bemutatott magyar zenés filmvígjáték.

## Cselekmény
|  | Alább a cselekmény részletei következnek! |

A veszprémi laktanyában újoncok rivalizálnak egymással. A korábban budapesti gimnazisták a beatzenét imádják, még a hangszereiket is magukkal viszik a seregbe (aztán persze a raktárba kell leadniuk). A könnyűfémipari technikum egykori diákjai inkább füttykórust alakítanak. Hámori és Ditrói már az első nap összekülönböznek egymással. A frissen bevonult katonák a kollégiumi lányok kegyeiért is versengnek. A kemény kiképzés – akadálypálya, lövészetek, alaki gyakorlatok – mindkét gárdát próbára teszi. Egy idő után azonban jutalmul zenés teadélutánra mehetnek, ahol a korábban megismert diáklányokkal találkoznak. Tüzérként is mindkét csoportnak jók az eredményei, a lőtéren is megállják a helyüket. A parancsnok össze akarja kovácsolni őket: a két fiúcsapatból zenekart szervez a Ki mit tud?-ra. Megkezdődnek a válogatók a versenyre, a vegyipari technikum művészi tornászegyüttese és a tüzérek zenekara is színre lép. Ditrói éjszakai kalandja miatt azonban szigorú büntetés(sorozat) vár rájuk. A szerencse azonban egy idő után rájuk mosolyog, a Patyolatban végzett munka után elérik a középdöntőt. A továbbjutás sikerül, ezután a döntőben a televízióban a lányok tornászcsapatával közösen léphetnek fel. Előtte azonban váratlanul komoly feladatot kapnak: egy vidéki gázkitörés megfékezésében kell hősiesen helytállniuk. Sokak összefogása révén jutnak el Budapestre, és csak az utolsó pillanatban esnek be a döntőre.
|  | Itt a vége a cselekmény részletezésének! |

## Szereplők
- Bodrogi Gyula – Ditrói
- Cs. Németh Lajos – Hámori Károly
- Iglódi István – Gerébi László
- Zenthe Ferenc – Bozsó törzsőrmester
- Kiss Manyi – Tanárnő
- Szilvássy Annamária – Kati
- Liska Zsuzsa – Jutka
- Mendelényi Vilmos – Virág
- Petrik József – Németh
- Pándy Lajos – Őrnagy
- Körmendi János – Tévériporter
- Peti Sándor – Tévéportás
- Ernyey Béla
- Harkányi János
- Márton András
- Csikos Sándor
- Balázs Péter
- Csűrös Karola
- Csurka László
- Bán Zoltán

- További szereplők: Megyeri Károly, Takács Mária, Ambrus Kyri

## Filmzene
- A1: A döntő szám
- A2: Csakhogy eljöttél szerelem
- A3: Férfi csak akkor kell
- A4: Induló
- B1: Fehér ezüst
- B2: Selejtező szám
- B3: Ki mit tud?
- B4: Vonatzene[1]
- B5: Füttyös induló

### További dalbetétek
- Minden percben
- Egy – két – há – ...
- Ébresztőóra
- A dob, ha pereg
- Mennyi szépet